# Xã Cass, Quận Cedar, Iowa
Xã Cass (tiếng Anh: Cass Township) là một xã thuộc quận Cedar, tiểu bang Iowa, Hoa Kỳ. Năm 2010, dân số của xã này là 333 người.